# 夏木りりか
夏木 りりか（なつき りりか、3月5日 - ）は、日本のストリッパー。
ロック座（浅草ロック）所属。

## 略歴
東京都出身。
身長154cm。スリーサイズはB87・W60・H90、血液型はAB型。
2006年10月11日に新宿ニューアートにてデビュー。

## 人物
性格は温和。趣味は格闘技観戦。特技は球技。